# Dendropemon linearis
Dendropemon linearis là một loài thực vật có hoa trong họ Loranthaceae. Loài này được Alain mô tả khoa học đầu tiên năm 1983.